# 在ペナン日本国総領事館
在ペナン日本国総領事館（ざいペナンにほんこくそうりょうじかん、マレー語: Konsulat Jeneral Jepun di Pulau Pinang、英語: Consulate-General of Japan in Penang）は、マレーシアが単独領有している島の中で最多の人口を擁するペナン島に設置されている日本の総領事館である。
1957年8月31日に日本がマラヤ連邦の独立を承認し、同年11月、同国の首都クアラルンプールに日本の大使館が設置された。1963年9月16日にマレーシアが成立した後、1977年6月17日、ペナンに総領事館が開設された。

## 所在地
Level 28, Menara BHL, No. 51, Jalan Sultan Ahmad Shah, George Town, Penang 10050

## 管轄地域
ペナン州、ケダ州、プルリス州（ペルリス州）、ペラ州、クランタン州及びトレンガヌ州を管轄。